# چارلی میتن
چارلی میتن (انگلیسی: Charlie Mitten؛ ۱۷ ژانویهٔ ۱۹۲۱ – ۲ ژانویهٔ ۲۰۰۲) یک بازیکن فوتبال اهل انگلستان بود.
از باشگاه‌هایی که در آن بازی کرده‌است می‌توان به باشگاه فوتبال منچستر یونایتد، باشگاه فوتبال منزفیلد تاون، و باشگاه فوتبال فولام اشاره کرد.